# Sphagebranchini
Sphagebranchini è una tribù di pesci anguilliformi della famiglia Ophichthidae.

## Generi
- Apterichtus Duméril, 1806
- Caecula Vahl, 1794
- Cirrhimuraena Kaup, 1856
- Cirricaecula Schultz in Schultz, Herald, Lachner, Welander & Woods, 1953
- Hemerorhinus Weber & de Beaufort, 1916
- Ichthyapus Brisout de Barneville, 1847
- Lamnostoma Kaup, 1856
- Stictorhinus Böhlke & McCosker, 1975
- Yirrkala Whitley, 1940